# Luis Eduardo Arango
Luis Eduardo Arango (Medellín, 17 de agosto de 1950) é um ator colombiano.

## Carreira

### Televisão
- El hombre de negro (1982)
- Los Cuervos (1984) - Sergio Cadena Olmedo
- Don Chinche (1985) - William Guillermo Arcila
- Romeo y Buseta (1987) - William Guillermo
- Caballo viejo (1988) - Vargas
- Flor de oro (1995) - Rodrigo Cienfuegos
- Dios se lo pague (1998) - Javier Dario
- Me llaman Lolita (1999) - Jhonnie 'Joni' Caicedo
- Francisco el matemático (1999) - Jose Santamaria
- Alicia en el país de las mercancías (2000) - El Negro
- El informante en el país de las mercancías (2001) - El Negro
- La costeña y el cachaco (2003) - Rafael Padilla
- La viuda de la mafia (2004) - Inspetor
- La hija del mariachi (2006) - Sigifredo
- Los protegidos (2008) - El Kes
- El cartel (2010)
- Protagonistas de nuestra tele (2010)
- Los canarios (2011) - Manuel
- La prepago (2013)
- Los graduados (2013) - Clemente Vallejo
- Metástasis (2013) - Saul Bueno

### Cinema
- De amores y delitos: El alma del maíz (1995)
- Golpe de estadio (1998) - Alvarez